# Dzierzgoń (jezioro)
Dzierzgoń – jezioro w Polsce, położone w województwie pomorskim, w powiecie kwidzyńskim, w gminie Prabuty, na obszarze Pojezierza Dzierzgońsko-Morąskiego.

## Charakterystyka
Jezioro spełnia rolę naturalnego zbiornika retencyjnego, magazynującego nadmiar stanu wody do okresu letniego. Akwenem jeziora przepływa rzeka Liwa, stanowiąca szlak spływów kajakowych.

## Dane morfometryczne
- Powierzchnia jeziora: 788 ha
- Maksymalna głębokość: 15 m[2]
- Wysokość tafli jeziora: 81,5 m n.p.m.[3]
- Liczba wysp znajdujących się na akwenie jeziora: 4